# Qarenta
Qarenta fue un concurso español emitido en Be Mad y presentado por Christian Gálvez. Se estrenó en la plataforma Mtmad (Mediaset España) el 6 de abril de 2020 durante la pandemia de COVID-19 en sustitución de El tirón (Telecinco). Se emitía de lunes a jueves después de los aplausos por los trabajadores de la salud, como un acto de solidaridad. Finalizó el 7 de mayo de 2020.

## Mecánica
Se trata de un formato interactivo similar a El tirón realizado mediante videollamadas entre el presentador y los 4 concursantes desde sus respectivas casas.
El programa consiste en que Christian Gálvez hace 10 preguntas a cada concursante. Si cometen dos errores no pueden seguir jugando y si se contestan las 10 preguntas correctamente el presentador les hace 4 preguntas más. Cuando los 4 concursantes han contestado a sus preguntas, el que más aciertos ha obtenido gana el programa y en el siguiente programa se enfrentará a tres nuevos concursantes. Si hay un empate, se juega el "Torneo del KO" con preguntas de eliminación inmediata.

## Programas

### Temporada 1 (2020)
| Programas emitidos | Programas emitidos  | Programas emitidos   | Programas emitidos |
| N.º                | Fecha de emisión    | Audiencias en Be Mad |                    |
| ------------------ | ------------------- | -------------------- | ------------------ |
| 1                  | 6 de abril de 2020  |                      |                    |
| 2                  | 7 de abril de 2020  |                      |                    |
| 3                  | 8 de abril de 2020  |                      |                    |
| 4                  | 9 de abril de 2020  |                      |                    |
| 5                  | 13 de abril de 2020 |                      |                    |
| 6                  | 14 de abril de 2020 |                      |                    |
| 7                  | 15 de abril de 2020 |                      |                    |
| 8                  | 16 de abril de 2020 |                      |                    |
| 9                  | 20 de abril de 2020 | 49 000 (0,3%)        |                    |
| 10                 | 21 de abril de 2020 | 95 000 (0,6%)        |                    |
| 11                 | 22 de abril de 2020 | 69 000 (0,5%)        |                    |
| 12                 | 23 de abril de 2020 | 84 000 (0,6%)        |                    |
| 13                 | 27 de abril de 2020 | 42 000 (0,3%)        |                    |
| 14                 | 28 de abril de 2020 | 34 000 (0,2%)        |                    |
| 15                 | 29 de abril de 2020 | 50 000 (0,4%)        |                    |
| 16                 | 30 de abril de 2020 | N/A                  |                    |
| 17                 | 4 de mayo de 2020   | 30 000 (0,3%)        |                    |
| 18                 | 5 de mayo de 2020   | 31 000 (0,3%)        |                    |
| 19                 | 6 de mayo de 2020   | 56 000 (0,5%)        |                    |
| 20                 | 7 de mayo de 2020   | 75 000 (0,7%)        |                    |

## Invitados
- Carme Chaparro (Programa 1) (Presentadora)
- Luis de Lama (Programa 1) (Concursante de Pasapalabra)
- Mª del Carmen Puerma (Programa 2) (Concursante de Pasapalabra)
- Miguel Lago (Programa 4) (Actor y cómico)
- Sandra Barneda (Programa 5) (Presentadora)
- Manel Loureiro (Programa 6) (Escritor, periodista y abogado)
- Julio Escartín (Programa 6) (Ganador de Pasapalabra)
- Fermina (Programa 7) (Participante de concursos como El cazador, ¡Ahora caigo!...)
- Adriana Abenia (Programa 8) (Presentadora de televisión)
- Carmen Alcayde (Programa 9) (Presentadora de televisión)
- Diego Arjona (Programa 10) (Humorista y actor)
- Carlota Corredera (Programa 11) (Presentadora de televisión)
- Antonio Rossi (Programa 12) (Periodista)
- Chelo García-Cortés (Programa 13) (Periodista)
- Nuria Marín (Periodista y presentadora) (Programa 14)
- Laura Fa (Periodista) (Programa 15)
- Gema López (Periodista) (Programa 16)
- Cristina Rodríguez (Estilista y actriz) (Programa 17)
- Quique Jiménez "Torito" (Reportero y presentador) (Programa 18)
- Miguel Ángel Martín "Tú no mandas" (Actor) (Programa 19)